# Bang Bon
Pour les articles homonymes, voir Bang.
Bang Bon (thaï : บางบอน ; API : [bāːŋ bɔ̄ːn]) est l’un des 50 khets de Bangkok, Thaïlande.

## Galerie

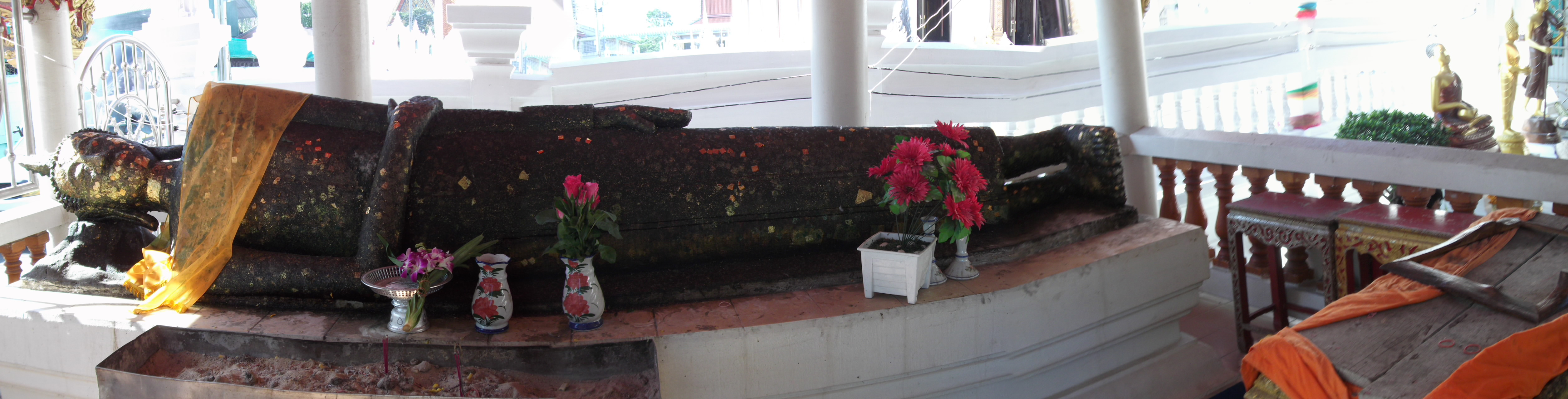
Le Wat Bang Bon.

## Points d'intérêt
- Wat Bang Bon